# Бариши (Бари)
Бариши (итал. Barisci) је насеље у Италији у округу Бари, региону Апулија.
Према процени из 2011. у насељу је живело 28 становника. Насеље се налази на надморској висини од 440 м.